# Stephanie Kurlow
Stephanie Kurlow est une danseuse et étudiante en ballet australienne. Elle souhaite devenir la première ballerine voilée au monde,,.

## Biographie
Stephanie Kurlow est née le 10 mars 2001 d'un père australien et d'une mère russe. Elle grandit dans la banlieue de Sydney et commence à danser à l'âge de deux ans mais arrête la danse à neuf ans en 2010, car aucun studio de danse ne répondait à ses croyances. Au cours de cette même période, sa famille se convertit à l'Islam. Inspirée par le rêve de Stephanie, sa mère, Alsu Kurlow, ouvre en 2012 une académie d'arts du spectacle qui propose des cours de ballet, d'arts martiaux et d'art aborigène pour les filles. Elle commence à porter le hijab à plein temps lorsqu'elle a onze ans. Elle lance une campagne en ligne pour collecter des fonds afin de suivre une formation de ballet classique à plein temps et récolte près de 10 000 dollars,. Stephanie Kurlow cite comme sources d'inspiration la danseuse de ballet afro-américaine Misty Copeland, le danseur de ballet sino-australien Li Cunxin et la patineuse artistique émiratie Zahra Lari, première patineuse voilée au monde. Elle prévoit d'ouvrir sa propre école de danse à l'avenir destinée aux jeunes d'origines diverses,,,.

## Activités, reconnaissances et philanthropie
Stephanie Kurlow est ambassadrice de Remove Hate From The Debate , une campagne qui aide les jeunes à identifier les discours haineux en ligne et à les combattre. Elle reçoit la bourse Aim for the Stars et la bourse Game Changer de Björn Borg (en). Elle est invitée en tant que conférencière en Indonésie pour la Resonation Women's Empowerment Conference en 2017  et reçoit également une bourse pour l'école d'été du ballet royal danois en 2018. On la voit aussi dans une campagne Lenovo avec la designer Tarese Klemens pour la Journée internationale des femmes en 2018. Elle figure également dans une campagne mondiale avec Converse nommée « Love The Progress » en 2019, qui invite les femmes à redéfinir ce que signifie « fille ». Stephanie Kurlow travaille actuellement à son objectif de devenir la première danseuse de ballet hijabie au monde à danser dans une compagnie de ballet professionnelle,,,,.